# Wodanseiken

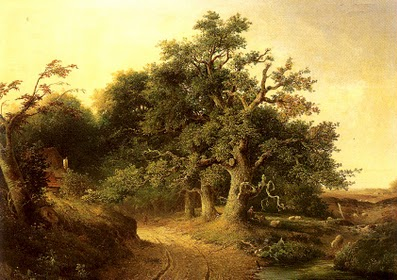
De Wodanseiken geschilderd in 1849 door Jacob Jan Cremer

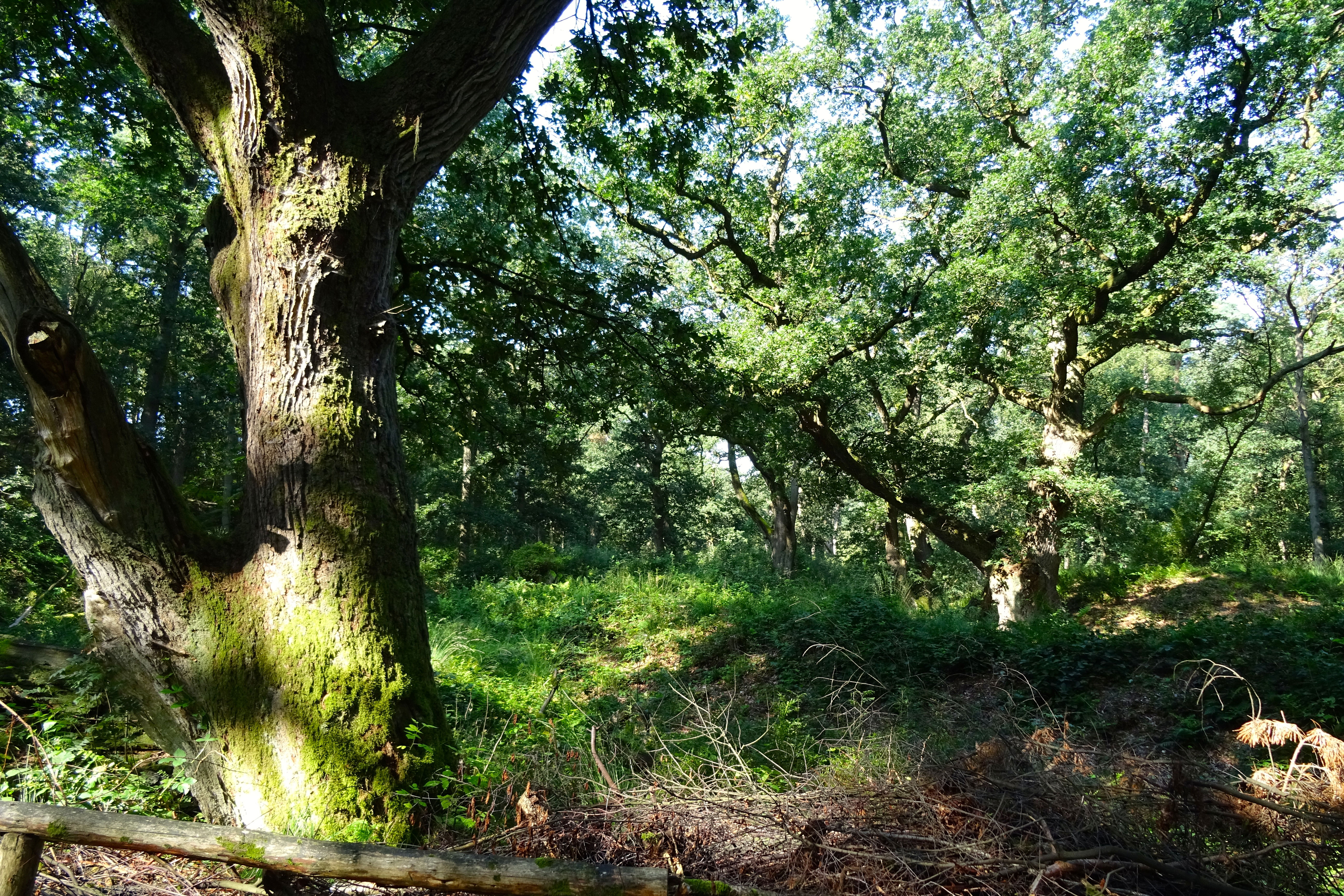
Wodanseiken in 2017

De Wodanseiken in natuurgebied de Wolfhezerheide ten zuiden van het dorp Wolfheze in de provincie Gelderland behoren tot de bekendste bomen van Nederland. De eiken zijn niet bijzonder groot, maar wel oud; schattingen variëren van 400 tot 600 jaar. De bomen zijn hoogstwaarschijnlijk geplant of ontkiemd kort na de aanleg van de sprengebeek (Wolfhezerbeek) die van 1550 dateert.
De grillig gevormde bomen worden tegenwoordig omgeven door een gemengd bos, maar eeuwenlang stonden ze in een open heidelandschap langs de beek. Dat verklaart waarom ze relatief klein gebleven zijn. De grondwaterstand ter plaatse is in de loop van de vorige eeuw ten behoeve van industrie- en drinkwaterwinning met zo'n 1 tot 2 meter verlaagd, een aantal bomen hebben dat niet overleefd.
De naam 'Wodanseiken' werd rond 1850 bedacht door de landschapschilders Johannes Warnardus Bilders en Gerard Bilders, vader en zoon, die de promotors waren van de zogenoemde 'Oosterbeekse School' wier leden graag het veld ingingen om te schilderen. Hendrik Willem Mesdag en Willem Maris maakten er onder meer deel van uit. Groepjes kunstenaars hielden volgens de overlevering ook nachtelijke bijeenkomsten onder de oude eiken. Een zeer romantische schildering van de eiken dateert uit 1849 en is van de hand van de Arnhemse schrijver en schilder J.J. Cremer. Hoewel er in het gebied meer oude eiken staan worden er slechts vijf tot de 'echte' Wodanseiken gerekend. Dat is arbitrair; enkele kilometers verderop staat bijvoorbeeld in de tuin van een hotel een exemplaar dat van dezelfde leeftijd is als de bomen langs de beek, en wat betreft omvang schiet hij er flink bovenuit.
Schilderijen met de Wodanseiken zijn te zien in Museum Veluwezoom in Kasteel Doorwerth. De eiken zijn door de Bomenstichting opgenomen in de lijst van 15 meest bijzondere bomen van Gelderland. In het Landelijk Register van Monumentale Bomen, dat door de stichting wordt beheerd, hebben de bomen nummer 1678347.